# José de Recabarren y Pardo de Figueroa
José de Recabarren y Pardo de Figueroa.(Santiago 1729; Santiago 1812) Fue el V Conde de Villaseñor y Alcalde de La Serena.
Sus padres fueron Martín Recabarren Pérez Borroto y Isabel Eduarda Pardo de Figueroa Luján. 
Estaba emparentado con los Marqueses de San Lorenzo del Valleumbroso. Su tío abuelo, Juan de Acuña y Bejarano, I Marqués de Casa Fuerte fue Virrey de Nueva España.
Recibió el 17 de abril de 1778 el título de V Conde de Villaseñor por muerte de Felipe de Zabala y Vozmediana.
Se instala en La Serena, en esa ciudad es Teniente Coronel de sus Milicias en 1781, Coronel en 1783 y alcalde en 1791.
Su hermano Francisco de Paula de Recabarren y Pardo de Figueroa se casa en La Serena con doña Josefa Aguirre Argandoña. De esta unión nacieron un varón y una dama que perpetuaron la descendencia serenense de los Recabarren. Entre los muchos descendientes de esta familia destacan Luisa Recabarren, esposa del doctor Gaspar Marín, madre de la poetisa Mercedes Marín y el Filósofo Ventura Marín.
El quinto conde de Villaseñor casó con Tadea Gayón de Celís Ureta Carrera. De este enlace nacieron tres mujeres, Petronila, Isabel y Felipa.
La vivienda de José de Recabarren se ubicaba en el mismo lugar donde hoy se emplaza el Museo Arqueológico de La Serena. De la antigua vivienda sólo se conserva el portal de piedra que ostentaba el escudo de armas de la familia, el cual fue rescatado del deterioro e instalado en el museo construido durante el Plan Serena.